# Karl Schwarzschild
Karl Schwarzschild (n. 9 octombrie 1873 – d. 11 mai 1916) a fost un fizician german. El este cel mai bine cunoscut pentru găsirea unor soluții exacte pentru ecuațiile de câmp ale lui Einstein pentru relativitatea generală, pentru cazul limitat a unei mase sferice non-rotative în 1915. Soluția Schwarzschild, care face uz de coordonate Schwarzschild și metrica Schwarzschild, duce la raza Schwarzschild, care este dimensiunea orizontului de evenimente al unei găuri negre non-rotative.
Schwarzschild a realizat aceasta în timp ce servea în armata germană în timpul Primului Război Mondial. El a murit anul următor din cauza unei boli autoimune.